# Aufgabenanalyse
Unter der Aufgabenanalyse versteht man die gedankliche Aufgliederung (Differenzierung) einer Gesamtaufgabe in analytische Teilaufgaben. Aus Unternehmensperspektive werden diese Teilaufgaben im Zuge der Aufgabensynthese als Vorstufe der Aufbauorganisation wieder zusammengefügt (Integration), im Bildungskontext ist der Begriff anders zu verstehen. Das hier beschriebene Analyse-Synthese-Konzept geht auf Erich Kosiol in seinem Werk Organisation der Unternehmung zurück.

## Ziel
Die Aufgabensynthese baut auf der Aufgabenanalyse auf und fasst die festgestellten Aufgaben nach bestimmten Kriterien zusammen (vgl. Stellenbildung), damit sie den Aufgabenträgern (Personen) zur Erfüllung übertragen werden können. Den Übergang von der Aufbau- zur Ablauforganisation stellt die Arbeitsanalyse und -synthese dar, die an die Aufgabenanalyse und -synthese anschließt.
Bei der Aufgabenanalyse wird die Gesamtaufgabe anhand Gliederungsmerkmalen schrittweise in die einzelnen Bestandteile zerlegt. Untergrenze der Gliederung bilden die sog. Elementaraufgaben. Kosiol gliedert durch das Verfahren der Induktion von Teilaufgaben die Gesamtaufgabe anhand folgender fünf Dimensionen:
| Gliederungskriterium | Beispiel                                                                           |
| -------------------- | ---------------------------------------------------------------------------------- |
| Verrichtung          | einkaufen, herstellen, montieren, lagern, verpacken, verkaufen                     |
| Arbeitsobjekt        | Rohstoffe, Zwischenprodukte, Fertigprodukte                                        |
| Phase                | planen, durchführen, kontrollieren; Beschaffungsplanung, -durchführung, -kontrolle |
| Rangordnung          | anordnen oder ausführen                                                            |
| Zweckbeziehung       | Zweckaufgaben / unterstützende Aufgaben (wie zum Beispiel Verwaltung)              |

- Verrichtung: Gliederung nach Tätigkeiten oder Arbeitsarten zum Beispiel Einkauf, Produktion, Verkauf oder – differenzierter – nach Prozessen wie Anfragen, Bestellen, Überwachen etc.

- Objekt: Gliederung nach einem Gegenstand oder einer Person oder Personenenuppe, an dem oder der sich die geforderte Tätigkeit vollziehen soll. Objekte können sein: Rohstoffe, Erzeugnisse, Personen, Märkte etc.

- Phase: Gliederung in die drei Phasen Planung, Realisierung und Kontrolle.

- Rang: Gliederung in Ausführungs- und Entscheidungsaufgaben. Entscheidungsaufgabe ist beispielsweise die Auftragserteilung, Ausführung, die Auftragsabwicklung.

- Zweckbeziehung: Gliederung nach Kern- und Supportprozessen (Zweckaufgaben, zum Beispiel Fertigung, Vertrieb oder Verwaltungsaufgaben wie Buchhaltung).

Für den Feinheitsgrad dieser Tätigkeiten gibt es keine bindenden Normen. Hauptgliederungsmerkmale der Aufgabenanalyse sind „Verrichtung“ und „Objekt“. Zur näheren Konkretisierung dienen die Dimensionen „Rang“, „Phase“ und „Zweckbeziehung“. Die Tiefe der Aufgabenanalyse hängt insbesondere von folgenden Kriterien ab:
Das Ergebnis der Aufgabenanalyse ist der Aufgabengliederungsplan in der Dokumentationsform der Baumstruktur. Die Aufgabenanalyse basiert auf folgenden Prämissen: Beschreibbarkeit und Abgrenzung der Unternehmensaufgabe, Planbarkeit der unternehmerischen Tätigkeit, Abstraktion der Aufgabe von der konkreten Person des Stelleninhabers, Widerspruchsfreiheit und Konsistenz der unternehmerischen Sachziele sowie der Anknüpfung der Gliederung an Prozessschritte.
Kritik an diesen Prämissen führte zu neuen Gliederungsvorschlägen für die Aufgabenanalyse, die diese ergänzen, aber nicht ersetzen sollen. Zu diesen neuen Gliederungsmerkmalen zählen:

## Beispiele
Beobachtende Aufgabenanalyse:
- Line Operations Safety Audit in der Luftfahrt

## Aufgabenanalyse in der Produktentwicklung
Am Beispiel der Bewertung von Benutzerfreundlichkeit in der Produktentwicklung dient die Aufgabenanalyse der Feststellung der Nutzungsziele (gewünschte Ergebnisse), die mit einem Produkt in einem Anwendungsbereich erreicht werden sollen, um die Leistung des Produkts aufgabengerecht zu projektieren, und dient der Feststellung, ob Arbeitsaufgaben normgerecht gestaltet sind.

## Aufgabenanalyse als Verfahren zur Ermittlung des Personalbedarfs
Die Aufgabenanalyse kann auch als Verfahren zur Bestimmung des Personalbedarfs eingesetzt werden. Im ersten Schritt werden dabei die Verrichtungszeiten der Elementaraufgaben anhand empirischer Daten ermittelt oder geschätzt. Im zweiten Schritt wird aus der Summe der Verrichtungszeiten abgeleitet, wie viel Personal zur Erfüllung der Elementaraufgaben benötigt wird.
Beispiel:
4 × Elementaraufgaben (geschätzte Verrichtungszeit jeweils 4 Stunden)
Zeitbedarf = 16 Stunden
Personalbedarf = 2 Arbeitnehmer (bei 8 Stunden Arbeitszeit pro Arbeitnehmer)
→ Voraussetzungen für den Einsatz der Aufgabenanalyse zur Personalbedarfsermittlung:
- Die Aufgaben müssen gliederbar, überschaubar und erfassbar sein.
- Die Aufgaben müssen sich in kurzen Zeitrhythmen wiederholen (z. B. Tage).
- Zeitschätzungen für die Aufgabenerfüllung müssen vorliegen.